# 北河縣
北河县（越南语：／），也作坝哈，是越南老街省下辖的一个县。

## 地理
北河县北接新马街县，西接猛康县，西南接保胜县，东南接保安县，东接河江省箐门县。

## 历史
2000年8月18日，以本迷社、甘勾社、甘胡社、吕屯社、陇水社、曼屯社、难振社、难辛社、关辰振社、振豸社、新马街社、辛争社、滔诸坪社13社析置新马街县，北河县仍辖本街社、本伽社、本连社、本庯社、保街社、谷楼社、谷离社、黄秋庯社、楼试得社、农改社、农泙社、那汇社、稔的社、稔庆社、稔六社、稔门社、斜扯社、左矩玺社、左文诸社、太江庯社21社和北河市镇，县莅北河市镇。
2020年2月11日，本伽社并入左矩玺社，楼试得社并入农泙社。
2024年9月28日，越南国会常务委员会通过决议，自2024年11月1日起，斜扯社并入北河市镇。

## 行政区划
北河县下辖1市镇17社，县莅北河市镇。
- 北河市镇（Thị trấn Bắc Hà）
- 本街社（Xã Bản Cái）
- 本连社（Xã Bản Liền）
- 本庯社（Xã Bản Phố）
- 保街社（Xã Bảo Nhai）
- 谷楼社（Xã Cốc Lầu）
- 谷离社（Xã Cốc Ly）
- 黄秋庯社（Xã Hoàng Thu Phố）
- 农改社（Xã Lùng Cải）
- 农泙社（Xã Lùng Phình）
- 那汇社（Xã Na Hối）
- 稔的社（Xã Nậm Đét）
- 稔庆社（Xã Nậm Khánh）
- 稔六社（Xã Nậm Lúc）
- 稔门社（Xã Nậm Mòn）
- 左矩玺社（Xã Tả Củ Tỷ）
- 左文诸社（Xã Tả Van Chư）
- 太江庯社（Xã Thải Giàng Phố）